# 陈文浩 (1961年)
陈文浩（1961年12月—），男，汉族，广东大埔人，中华人民共和国政治人物。长沙交通学院（现长沙理工大学）汽车动力系船舶机械专业大专毕业，湖南大学管理科学与工程专业硕士研究生。

## 生平
1979年3月，在长沙交通学院汽车动力系船舶机械专业大专学习。1982年2月参加工作，任常德船舶厂干部。1984年9月，任常德船舶厂三车间副主任。1986年3月加入中国共产党。1987年4月，任常德船舶厂四车间主任。1988年1月，任常德船舶厂新产品开发办副主任。1989年1月，任常德船舶厂生产科科长。1990年8月，任常德船舶厂副厂长。1992年11月，任共青团常德市委书记、党组书记。
1994年12月，任中共石门县委副书记、石门县人民政府代县长。1995年2月当选县长:319。1997年4月，任中共石门县委书记、县人民武装部第一政委:330。2001年11月，任常德市人民政府副市长。2002年11月，任中共常德市委常委、常德市人民政府副市长（常务）、党组副书记。2008年12月，任中共常德市委副书记、代市长，2009年2月正式当选市长。
2013年3月，陈文浩任中共永州市委书记。
2016年12月，陈文浩任中共长沙市委副书记、副市长、代理市长，并于2017年1月正式当选长沙市人民政府市长。
2018年1月，陈文浩当选湖南省人民政府副省长。2018年2月24日，当选为第十三届全国人大代表，任期5年。
2022年1月，当选为湖南省人大常委会副主任。2023年1月，换届不再担任湖南省人大常委会副主任，但继续担任湖南省人大常委会党组成员。
2023年5月21日，陈文浩因2022年长沙自建房倒塌事故遭到中共黨內警告處分。